# Като вещиците
„Като вещиците“ (на английски: Every Witch Way) e сериал на канал Nickelodeon.
Сериалът е американската версия на латиноамериканската поредица „Грачи“. Сериалът има 4 сезона, общият брои на епизодите е 85.
В Америка сериалът стартира на 1 януари 2014 г., окончателно приключва на 30 юли 2015 г. Също така има и spin-of „Академия Уитс“. По време на излъчването на премиерните епизоди в Америка, епизодите имат над 1 млн. гледания, а първият има 6,3 млн. гледания.

## 1. сезон
Ема Алонсо се премества с баща си (Франциско) до предградията на Маями, Флорида, където тя учи във „Иридиум“ най-престижното училище, там баща ѝ работи като учител по математика. По-късно тя научава, че тя е вещица, а също така е „избраната“, вещицата която притежава велики сили и способности. Ема успява през учебната година с помощта на Лили, медицинската сестра, който е пазител на Ема. Анди Круз е най-добрата ѝ приятелка, а с приятелят ѝ Даниел Милър, са взаимно влююбени. Има препятствия по пътя, включително Мади Ван Пелт, лидерът на пантерите трио от най-популярните момичета в училището, която разбира, че е вещица, и бивша приятелка на Даниел. Мис Торес, тя е 400-годишната вещица, и също е злонамерена. По време на предстоящото затъмнение, тя планира да открадне силите на Ема, но се проваля след като Мади и Ема обединят силите си, въпреки различията си, и я отпращат надалеч с помощта на магия от „Хексарина“ книгата на магийте. В края на сезона, Даниел и Ема стават двойка. Също така, след като побеждат злата вещицата, и двете вещица загубили свое сили, но в действителност Ема все още ги има, но тя продължава да крие тази тайна от Дание в сезон 2.

## 2 сезон
Нова година в „Иридиум“. Вещиците на Съвета, ръководителят на вълшебното царство идват за да предопредят Ема, че не може да бъде гадже с Даниел, защото той е човек, а хората и вещиците не могат да бъдат заедно. Само така тя може да запази своите сили. Ема притежава своите сили, но ги крие от Даниел. Мади, губи своите сили в края на първия сезон, и отказва да приеме това, Софи и Кейти се опитват да я накара да повярва, че тя все още има своите сили. И с тяхна помощта както и тази на Диего, се опитват да върнат силите на Мади. Единствената причина, закоято Диего прави това е, защото той се надява, че тя ще го забележите повече. Истината е, че майката на Мади, Урсула е получил силите и ги използва в опит да накара Франциско да се влюби в нея. В крайна сметка, Мади получава силите си обратно в средата на сезона и се чувства щастлив. По време на сезона, Мади и Диего се разбират и те имат чувства един към друг. В края на сезона, Диего получава Мади от черна дупка и се целуват. След това, те започват своята връзка.
Джакс Новoа, разменев студент от Сидни, Австралия, пристига в Иридиум, става новия красавец на училището. Франциско е бил повишен в училището. Основно възлага на Ема, да покаже училището на Джакс. Въпреки това, тя все още няма подозрения, че той е магьосник, но тя скоро научава. Анди и Даниел са подозрителни към него, но Джакс който има мистериозно минало, затваря всички навън, и започва да изпитва чувства към Ема. Докато почти всеки са заслепени от лошата му страна, Ема вижда неговата добра страна, също и тя бавно започва да се увличат по него. Тъполунието, която се проявява на всеки двадесет години и караща вещици и магьоснически да действат странно. Луната засяга Дездемона, един от членовете на „Съвета на вещиците“, който се превръща в зло и планира да предприеме нещо срещу Ема. Също така, Джакс получава зъл клонинг, Ема също. В края на втори сезон, Джакс, Ема и Даниел се разбират добре.

## Главните герои в сериала
- Паола Андино (Ема Алансо)

Новата ученичка, баща и учител по математика. Обича да прекарва повечето си време, с приятели.
- Ник Мерико (Даниел Милър)

Водача на отбора на „Акулите“. Изпитва чувства към Ема. Бившата му приятелка е Мади.
- Перис Смит (Мади Ван Пелт)

Водача на „Пантерите“. Едно от най-популярнитемомичета в училището.
- Даниела Ниевес (Анди Круз)

Най-добрата и приятелка е Ема Алансо. Малко дива, но обича да прекарва повече време с Ема.
- Рахарт Адамс (Джакс Новоа)

Лошото момче в училище. Започва да харесва Ема. С нея в 4 сезон стават гаджета.
- Тайлър Алварез (Диего Руеда)

Един от отбора на „Акулите“.
Той също притежава сили. Във втори сезон се влюбва в Мади.
- Денися Лилсън (Кейти Райс)

Една от „Пантерите“. Най-добра приятелка на Мади. Обича модата
- Олтъм Лендъл (Софи Джонсън)

Също една от „Пантерите“. Тя е една от най-смешния герои. В първи сезон се влюбва в хамелон
- Елизабет Елиас (Мия Блек)

Появява се в сезон 3. Лошото момиче, което си харесва Даниел. Прави го зъл, но после се променя.
- Золи Бъргър (Джиджи Руеда)

Наричана „Мис Информация“, или клюкарката на училището. Обича да знае всичко.

## Излъчване в САЩ и България
| Сезони | Епизоди | Съединени американски щати | Съединени американски щати | България         | България          |
| Сезони | Епизоди | Начало на сезона           | Краят на сезона            | Начало на сезона | Краят на сезона   |
| ------ | ------- | -------------------------- | -------------------------- | ---------------- | ----------------- |
| 1      | 20      | 1 януари 2014              | 30 януари 2014             | 27 февруари 2017 | 24 март 2017      |
| 2      | 24      | 7 юли 2014                 | 8 август 2014              | 27 март 2017     | 27 април 2017     |
| 3      | 20      | 5 януари 2015              | 30 януари 2015             | 4 септември 2017 | 29 септември 2017 |
| 4      | 20      | 6 юли 2015                 | 31 юли 2015                |                  |                   |

## Дискове и продажби в САЩ
Първият диск на сериала от първи сезон е издаден на 13 юни 2014. А сезон 2 е пуснат на 7 януари 2015 г. Но за трети и четвърти сезон няма дискове, тъй като Nickelodeon започва да ги продоава по епизод в някой сайтове като Amazon, и други

## Излъчване на сериала по света
„Като вещиците“ или в близък превод „Всеки вещерски начин“ започва излъчване в САЩ на 7 юли 2014 г. по Nickelodeon. В Обединеното кралство и Ирландия пак по Nickelodeon. В Австралия, сериала дебютира на 4 август 2014 г., на Nickelodeon. Вторият сезон започва на 9 февруари 2015 г. Също така, започва излъчване по ирландски канал RTÉ 2 април 2015.

## Награди и номинации
| Година | Награда                       | Категория                                                      | Номинация     | Резултат      |
| ------ | ----------------------------- | -------------------------------------------------------------- | ------------- | ------------- |
| 2014   | Imagen Awards                 | Най-добра детска програма                                      | Като вещиците | Номинация     |
| 2014   | Imagen Awards                 | Най-добра млада актриса/Телевизия                              | Пола Андино   | Номинация     |
| 2014   | Kids' Choice Awards Argentina | Най-добро интернационалното предаване                          | Като вещиците | Шаблон:Печели |
| 2015   | Young Artist Awards           | Най-доброто представяне в тв сериал, и най-добра млада актриса | Eма Алансо    | Шаблон:Печели |
| 2015   | Kids' Choice Awards           | Любимо телевизонно предаване                                   | Като вещиците | Номинация     |
| 2015   | Reggie Awards                 | Entertainment Campaign                                         | Като вещиците | Номинация     |

## В България
В България сериалът започва излъчване на 27 февруари 2017 г. по локалната версия на Nickelodeon. Новите епизоди на сериала започват на 4 септември 2017 г., отново от същото време.

### Нахсинхронен дублаж
| Роля             | Изпълнител               |
| ---------------- | ------------------------ |
| Урсула ван Пелт  | Светлана Смолева         |
| Джиджи Руеда     | Светлана Смолева         |
| Анди Круз        | Августина-Калина Петкова |
| Манди            | Ралица Стоянова          |
| Франциско Алонсо | Георги Стоянов           |
| Агамемнон        | Георги Стоянов           |
| Мак Дейвис       | Живко Джуранов           |
| Даниел Милър     | Владимир Зомбори         |
| Лили             | Мими Йорданова           |
| Джакс Новоа      | Христо Димитров          |

| Обработка              | Александра Аудио |
| ---------------------- | ---------------- |
| Изпълнителен продуцент | Васил Новаков    |